# 송호섭
송호섭(1962년 1월 8일 ~ )은 대한민국의 배우이다.

## 생애
강원도 원주군 문막면에서 출생하였으며, 서울특별시에서 성장하였다. 1980년 연극배우로 데뷔하였고, 1982년에 뮤지컬 배우 데뷔하였으며 1983년에 육군 사병으로 입대하였다. 1986년 제대 후 다시 배우로 복귀하였고, 1987년 한국방송공사(KBS) 드라마 《TV 손자병법》에 출연하였다. 1991년에는 영화 《지상만가》에 단역으로 출연하였다.
주로 사극에 단역 내지는 조연급으로 주로 출연하였다. 주요 작품으로는 KBS 《용의 눈물》의 상당부원군 이저 역, KBS 《왕과 비》의 월산대군 이정 역 등이 있다.

## 출연작

### 연극
- 1986년 《내일이면 늦으리》 ... 뒤미앙 역(주연)
- 1987년 《총각 파티》 ... 아놀드 역(주연)
- 1987년 《연애 방정식》 ... 에드리언 역(주연)
- 1989년 《허공에 매달린 사나이》 ... 장헌 역(주연)
- 1998년 《히바쿠샤 김영주》 ... 쿠크 신부 역(주연)

### 드라마
- 1987년 KBS 《TV 손자병법》
- 1988년 KBS 《드라마 초대석》
- 1992년 MBC 《베스트극장》
- 1993년 SBS 《소설극장》
- 1995년 KBS 《찬란한 여명》 ... 홍종우 역
- 1996년 KBS 《컬러 - 옐로우》
- 1996년 KBS 《용의 눈물》 ... 상당부원군 이애(상당군 이저) 역
- 1998년 KBS 《왕과 비》 ... 월산대군 이정 역
- 2002년 EBS 《역사탐구 과거와의 대화》
- 2003년 SBS 《왕의 여자》 ... 내관 역
- 2005년 KBS 《불멸의 이순신》 ... 금부도사 역, 이종장 역
- 2006년 KBS 《서울 1945》

### 영화
- 1991년 《잃어버린 시간들》

### 라디오 프로그램
- 2015년 EBS FM 《EBS 책 읽는 라디오 낭독 시리즈》